# Ambrosia Parsley
Ambrosia Parsley est une chanteuse américaine née à Reseda en Californie. Elle est la chanteuse du groupe 
de rock alternatif Shivaree et a composé et écrit une partie
des chansons enregistrées par le groupe.
Elle a commencé sa carrière en tant que chanteuse du groupe Shivaree, formé en 1997
avec Danny McGough (clavier), et Duc McVinnie (guitare) 
Leur chanson la plus connue, " Goodnight Moon " (1999) , a été présentée
dans la série télévisée Dawson (saisons 3 et 6) , le film Kill Bill: Volume 2, et le film Happiness Therapy dont le titre original est "Silver Linings Playbook".
Le groupe Shivaree a publié un total de 4 albums, et s'est séparé officiellement en 2007.
Ambrosia Parsley a publié son premier album en solo, "Weeping Cherry" auquel ont participé Joan Wasser et Benjamin Biolay, sous label Fargo Mafia.

## Album solo
"Weeping Cherry"
Il existe une version vinyle avec plus de titres.

### Liste des titres sur le CD "Weeping Cherry"
- 1. Empire
- 2. Rubble
- 3. The other side
- 4. My hindenburg
- 5. Weeping cherry
- 6. Skin and bone
- 7. Only just fine
- 8. My knees
- 9. Catalina
- 10. Make me laugh